# Veine cardiaque minime
Les veines cardiaques minimes (ou veines de Thebesius) sont de petites veinules sans valve situées dans les parois des quatre cavités cardiaques.

## Structure
Les veines cardiaques minimes naissent dans l'épaisseur des parois cardiaques.
Après un trajet très court à travers le myocarde, elles se jettent directement dans les cavités cardiaques par les pores de Vieussens.
Les veines cardiaques minimes de l'oreillette droite sont les plus nombreuses et ont un pore allant jusqu'à deux millimètres de diamètre, celles du ventricule droit ont un diamètre plus petit de l'ordre de 0,5 mm.
Celles de l'oreillette gauche et du ventricule gauche sont moins abondantes, voire absentes.

## Zone de drainage
Les veines cardiaques minimes sont responsables du retour veineux de 10 % de l'apport sanguin coronaire.

## Historique
Les veines cardiaques minimes sont également connues sous le nom de veines de Thèbesius du nom de l'anatomiste allemand Adam Christian Thebesius, qui les a décrits dans un traité de 1708 intitulé Disputatio medica inauguralis de circculo sanguinis in corde.